# 구글 컨트리뷰터

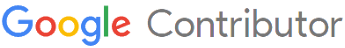

구글 컨트리뷰터(Google Contributor)는 구글이 관리하고 정렬하고 유지보수하는 광고 없이 구글 내 네트워크 사용자들이 웹사이트를 볼 수 있게 하는, 구글이 운영했던 프로그램이었다.
이 프로그램은 이 서비스의 테스트를 위해 디 어니언, 매셔블 등 저명한 웹사이트들과 함께 런칭 공개되었다. 2015년 11월 이후 이 프로그램은 게시자들로부터 등록을 요구하지 않은 채 구글 애드센스를 통해 웹사이트에 표시한 모든 게시자들에게 개방되었다. 2015년 11월, 이 프로그램은 미국 내 모든 사용자에게 이용이 가능해졌다.
구글 컨트리뷰터는 2016년 12월 이후 2017년 초 새 버전 런칭 준비를 위해 신규 가입 수락을 중단하였다. 1월 17일, 구글 컨트리뷰터는 문을 닫았고 "2017년 초 새롭게 개선된 컨트리뷰터를 런칭하고 있습니다!"는 문구로 시작하는 랜딩 페이지가 등장했다.
2017년 6월, 새 구글 컨트리뷰터가 시작되었으나 어느 지점 이후로 문을 다시 닫았다. 구글 컨트리뷰터의 페이지 중 일부는 존재하지만 회원 가입이나 로그인 방법은 없으며 사이트 소유자를 위한 링크는 일반 구글 도움말 페이지로 이동된다.
2020년 8월, MTL 블로그 등 일부 웹사이트가 구글 컨트리뷰터용으로 이용이 가능해졌다.

## 같이 보기
- 구글 애드센스
- 구글 애즈
- 브레이브 (웹 브라우저)
- 구글의 제품 목록